# Johan Gustaf Linderoth
Johan Gustaf Linderoth (även John Gustaf Linderoth), född 18 maj 1848 i Stockholm, död 2 maj 1924 i Stockholm var en svensk urmakare och i över 50 år ägare av Linderoths urfabrik i Stockholm. Han var hovurmakare och son till den framstående urmakaren Gustaf Wilhelm Linderoth och dennes hustru Betty Linderoth (född Cedergren).

## Liv och verk

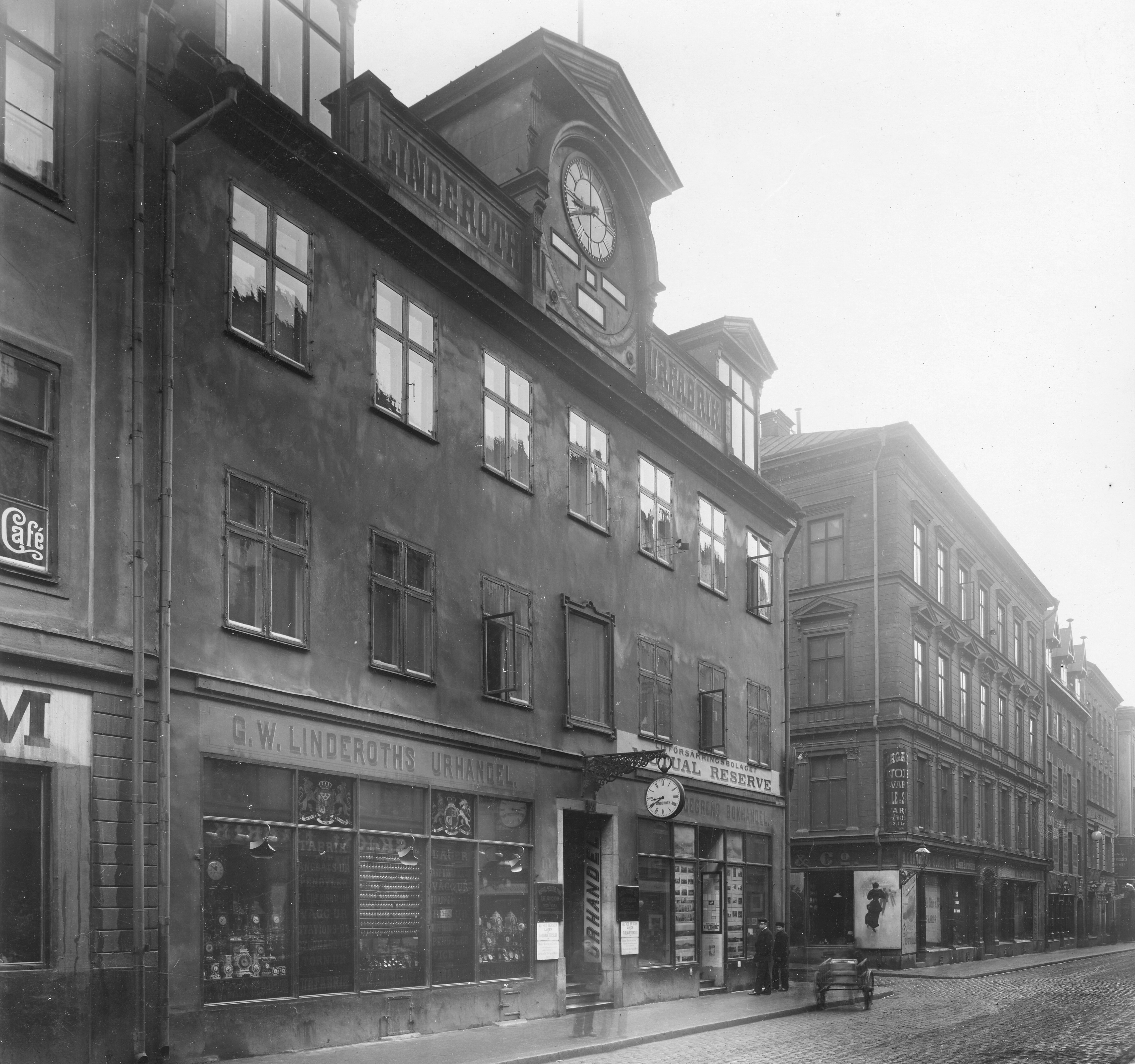
G.W. Linderoths urfabrik 1895.

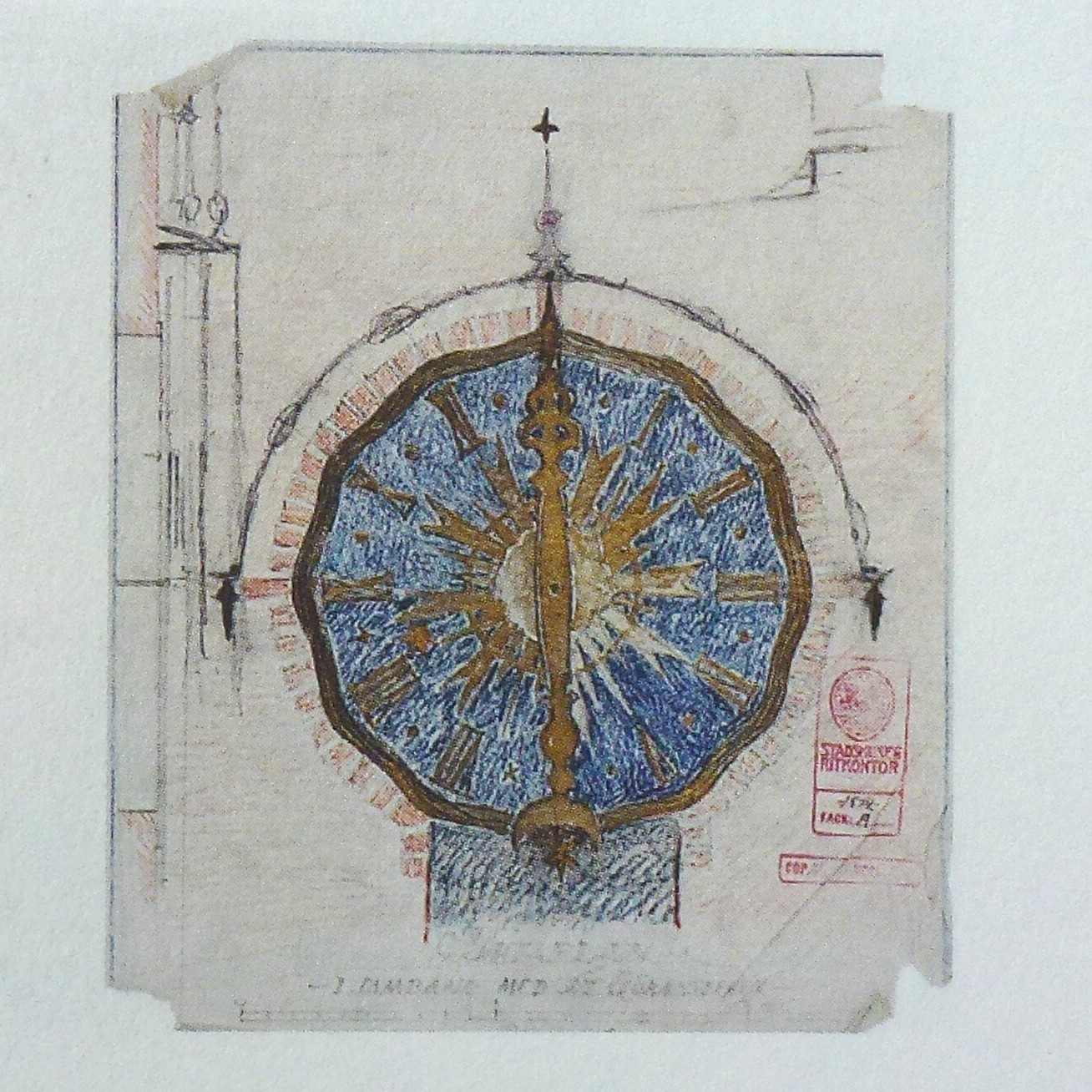
Linderoths skiss till Stadshusets tornur, 1919.

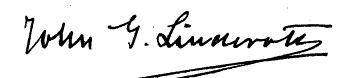
"John G. Linderoth", signatur 1913.

Som femtonåring började John G. Linderoth arbeta i sin fars urfabrik vid Drottninggatan nr 28. Där han fick en grundlig utbildning som snickare, smed, tornursarbetare, pendylreparatör och fickursarbetare. Under sina utlandsstudier besökte han också urfabriker och utställningar. Året efter faderns bortgång 1871 övertog John G. Linderoth firman som han drev tillsammans med sin mor Betty Linderoth, även hon en duktig urmakare. Firman hade vid den tiden uppnått ett mycket gott rykte, både i Sverige och utomlands. År 1884 utnämndes John G. Linderoth av Oscar II  till hovurmakare, då ansågs hans fabrik som den avgjort ledande i sin bransch.
Under Johan G. Linderoth expanderade firman ytterligare. Bland större klockor ur Linderoths produktion som fortfarande (2008) fungerar märks den på Centralposthusets torn vid Vasagatan, liksom Landstingshuset på Hantverkargatan. Där står till och med urfabrikens namn i klockan, vilket är mycket ovanligt. Många kyrkor runtom i Sverige har ett tornur från Linderoths, exempelvis Storkyrkan i Stockholm, Skara domkyrka, Göteborgs domkyrka och Uppsala domkyrka.
Utöver tillverkningen av större ur blev firman känd för sina fina vetenskapliga instrument. Hit hörde exempelvis en milräkningsmaskin från 1872 innehållande 1000 räkneverk för Statens järnvägars vagnpark och en elektrisk kontrollapparat 1904 för att mäta tågens hastighet över Forsmobron i Ångermanland. 
Vid sidan om sitt yrkesliv hade Johan G. Linderoth även en rad förtoendeuppdrag. 1892 valdes han till ordförande i Stockholms urmakaresocietet som han även utgav en historik över. Fyra år senare, år1896 utnämndes han till hedersledamot av Köpenhamns urmakareförening och 1903 till hedersledamot av Sveriges urmakareförening. 1904 instiftade han Svenska Urmuseet i Stockholm (numera Urmakeri-Muséum i Borensberg). Själv ägde han en betydande samling äldre fickur. John G. Linderoth var ogift men hans adoptivson Lars Linderoth (1877–1942) övertog 1924 firman efter faderns död. Också han utnämndes till hovurmakare. Företaget upphörde 1963.

## Exempel

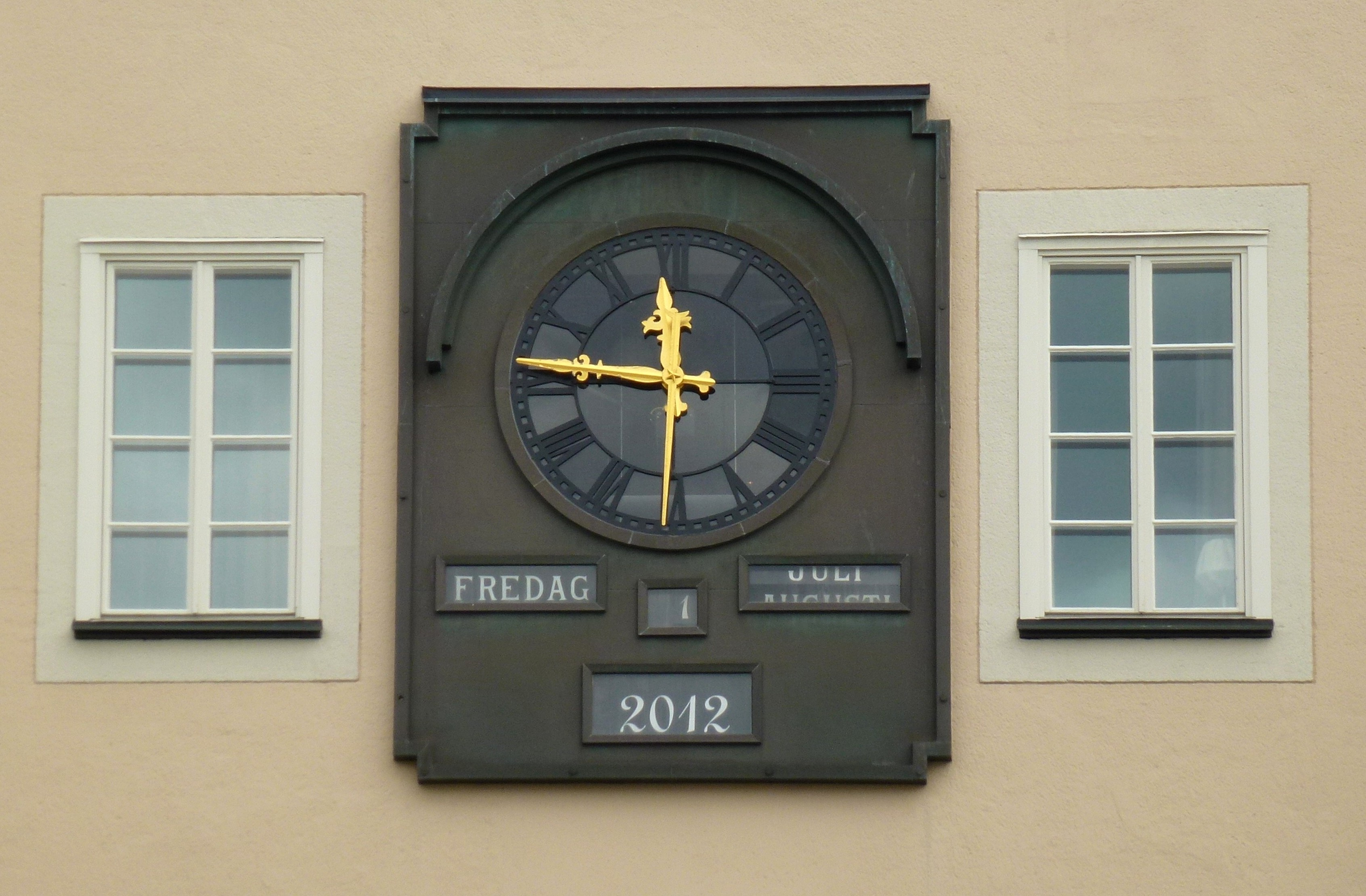
Linderoths kalenderur 2012.

Till företagets mera kända ur som konstruerades och tillverkades under Johan G. Linderoth kan nämnas Linderoths kalenderur som finns på fasaden av före detta Kreditbankens hus vid Norrmalmstorgs östra sida i Stockholm. Uret tillverkades 1887 av G.W. Linderoths urfabrik och satt ursprungligen på husfasaden ovanför företagets urfabrik vid Drottninggatan. Där visade den tid och datum fram till 1968 då huset revs. Uret monterades åter upp 1977 på sin nuvarande plats.  
Ytterligare ett känt Linderoth-ur är tornuret för Stockholms stadshus som 1916 formgavs och konstruerades samt donerades av Linderoth till Stockholms stad och Stadshuset. Uret har efter gammalt mönster bara timvisare och är kopplat till tornklockorna. Ett speciellt maskineri med två stora, tunga  lod driver uret, timslagen och Örjanslåten samt Göransleken klockan 12:00 och 18:00 dagligen under sommartid (läs mera under Klockspel, tornur och Sankt Göransleken).

### Bilder, klockor i urval

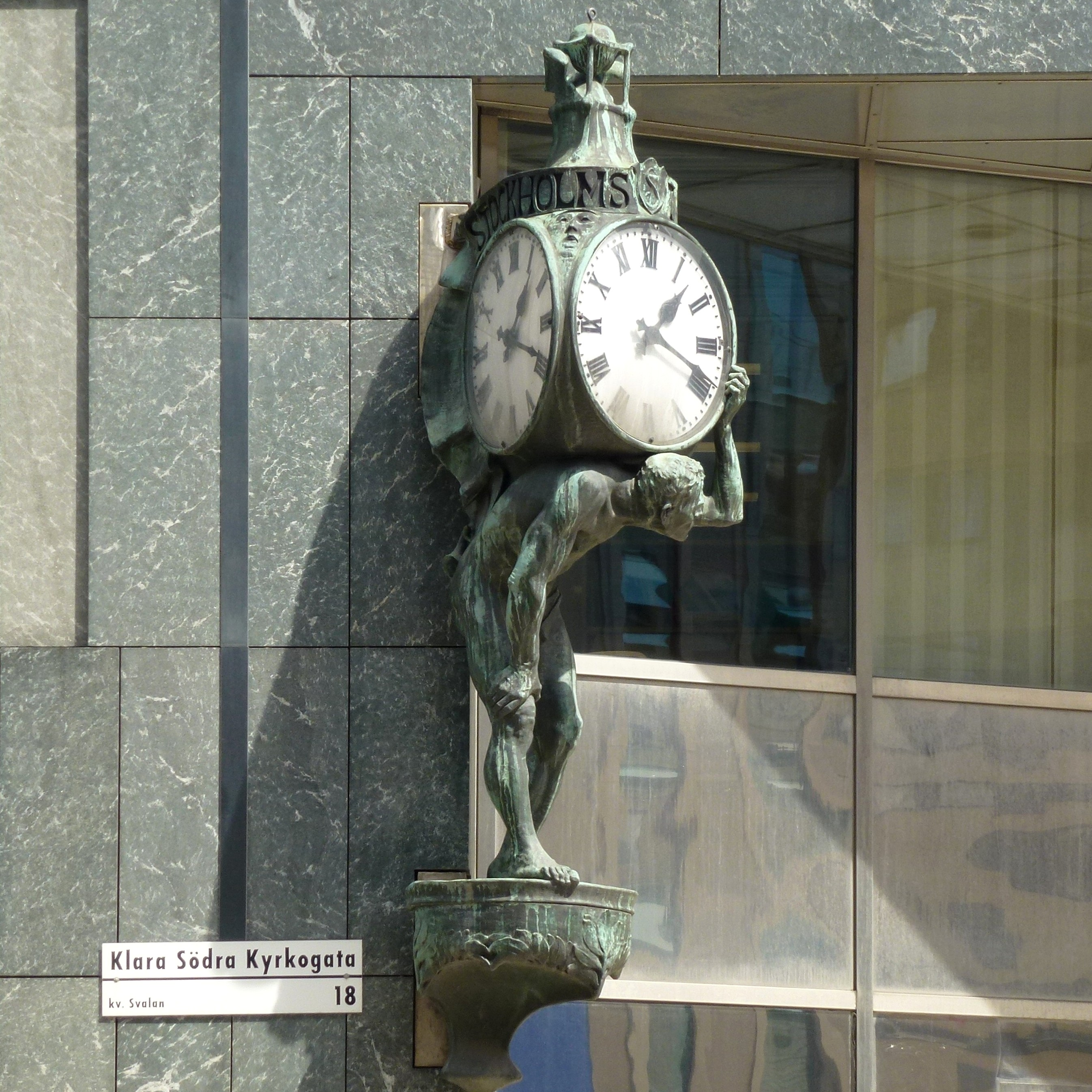
Stockholms-Tidningens ur
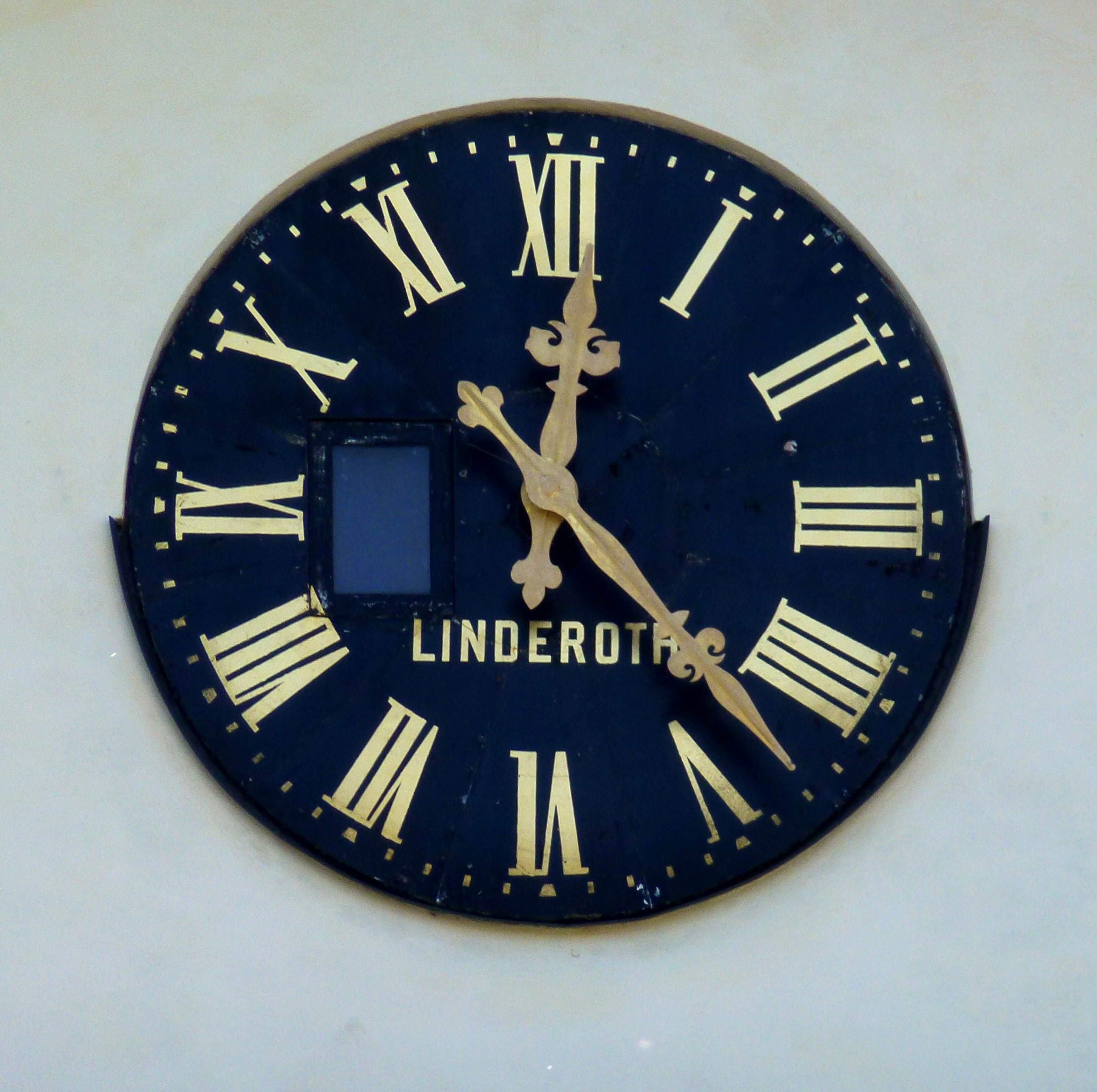
Landstingshusets fasadur
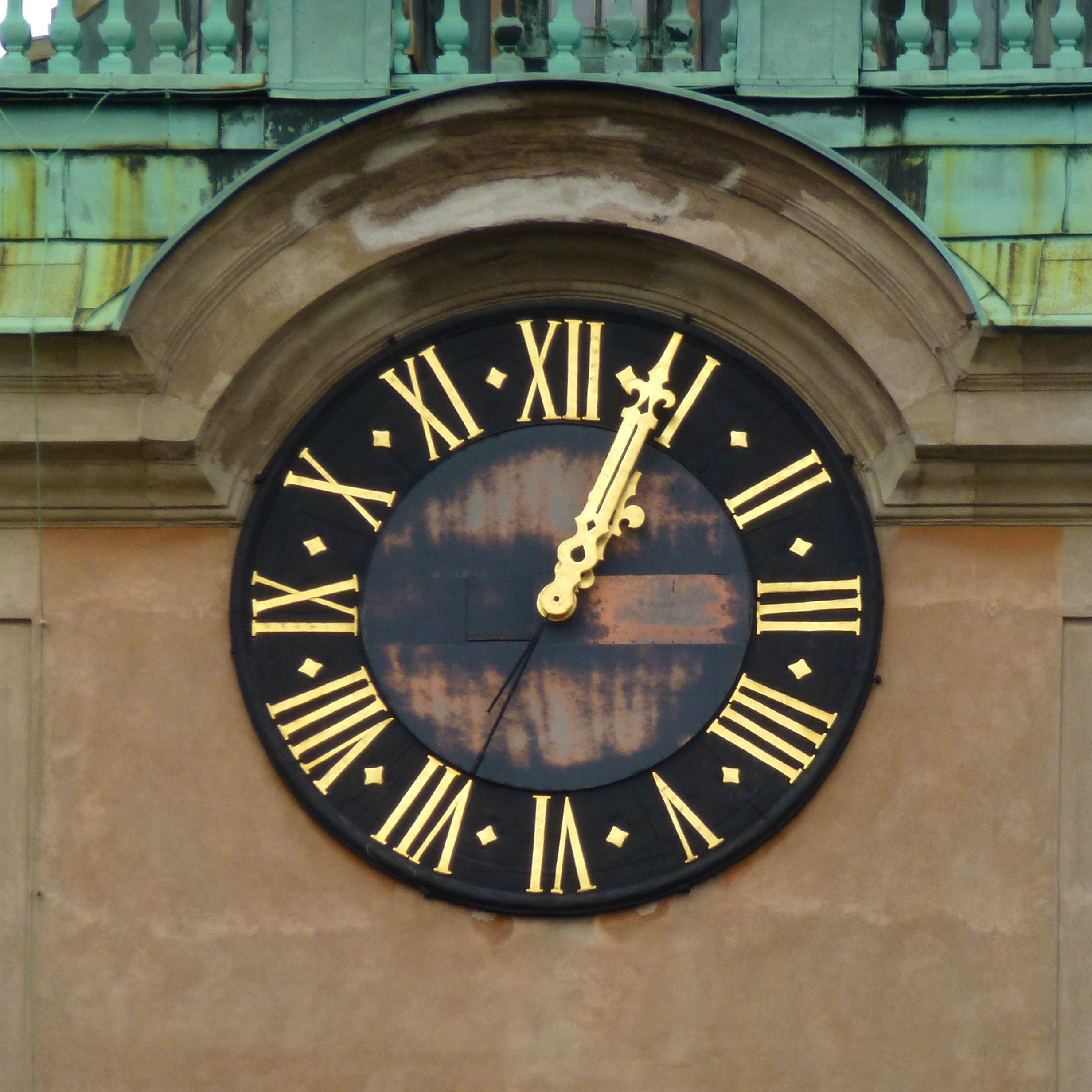
Storkyrkans tornur
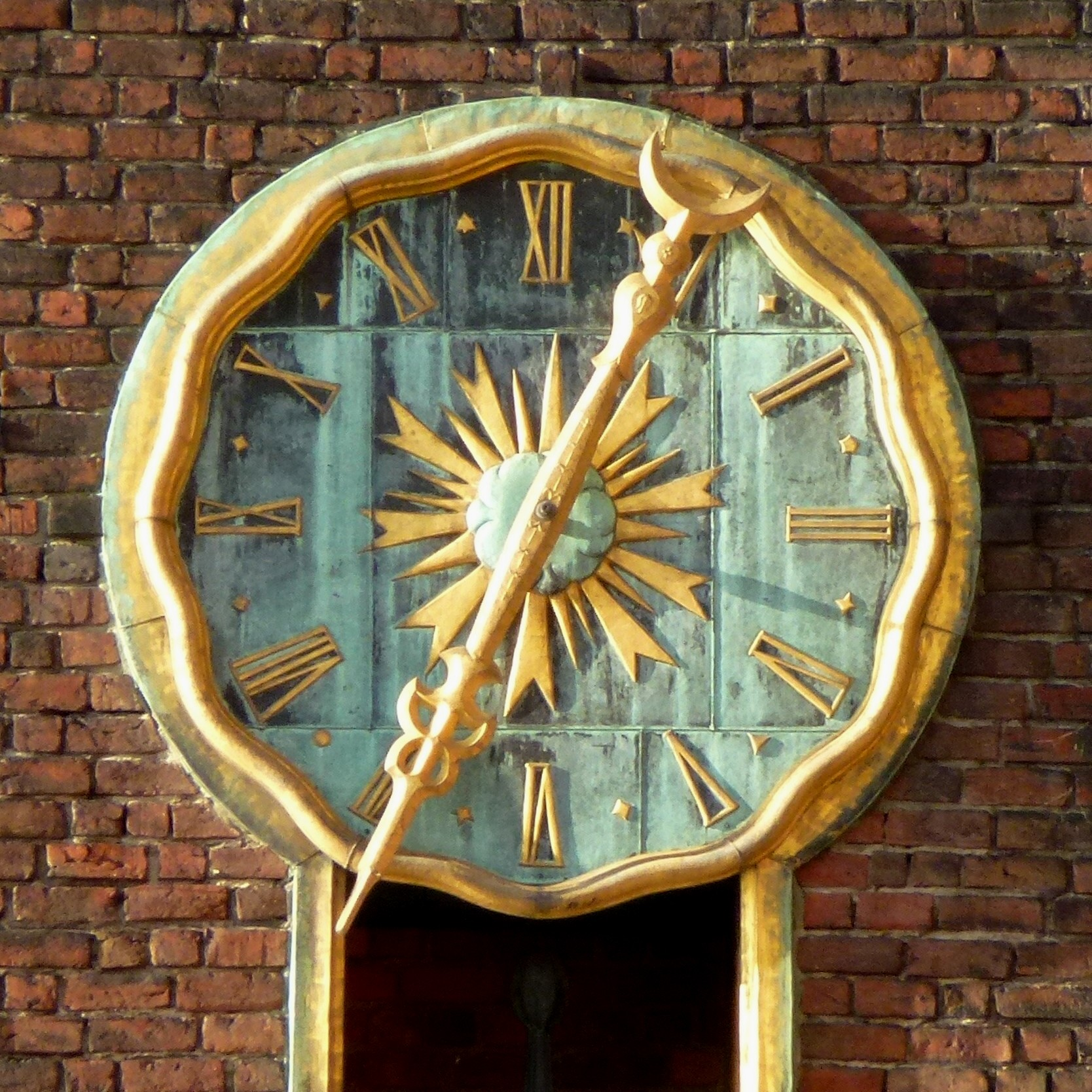
Stadshusets tornur

## Lind-, E- och Rotholmen

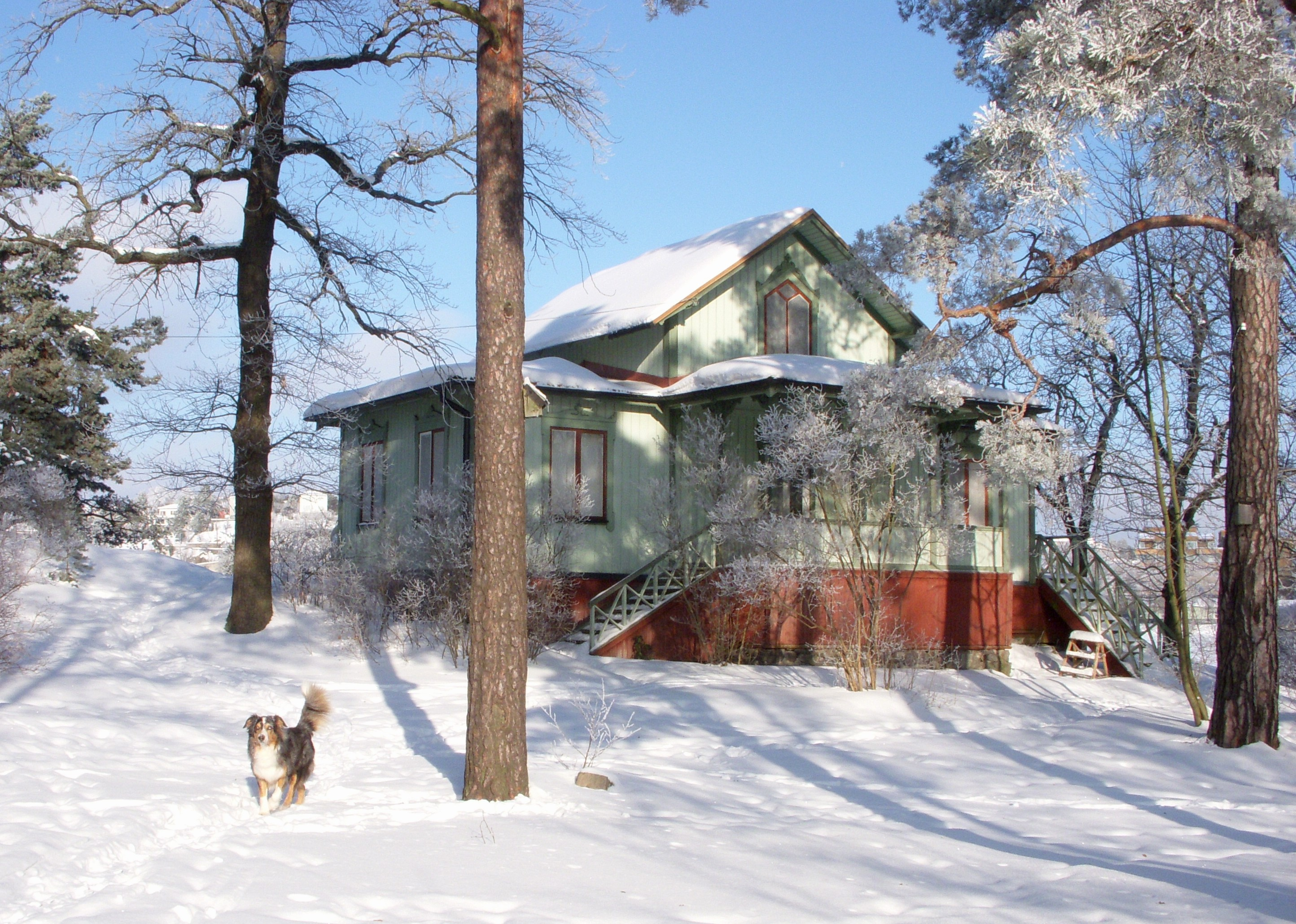
En av villorna på Lindholmen.

I Mälaren, utanför Mörtviken finns två öar: Lindholmen (tidigare Sveaholmen) och Rotholmen. Öarna fick sina namn efter  urmakaren John G. Linderoth.  Han drömde om "en egen klippa där han kunde tillbringa somrarna i ro och lugn". År 1880 köpte han in Sveaholmen och öns gamla namn Lindholmen återtogs, eftersom det passade bra med den nya ägarens namn. De små intilliggande kobbarna döptes till E-holmen och Rot-holmen efter honom själv. På Lindholmen lät han uppföra ett antal sommarvillor, bland annat den så kallade Urmakarvillan medan Rotholmen blev obebyggd. Han lät även plantera ett träd av varje art i Sverige på holmen. I takt med Linderoths växande välstånd blomstrade ön och de stora och påkostade festerna. Det lär ha varit ett folknöje att se fyrverkerierena som Linderoth brände av vid festliga tillfällen.
Linderoths son sålde öarna till Nitro Nobel som hade fabrikslokaler i närbelägna Vinterviken. När Stockholms kommun förvärvade Vinterviken ingick holmarna. Sedan år 2000 förvaltas Lindholmen av föreningen Fritidsgården Klubbensborg och på sommaren kan husen hyras. Lindholmen har en egen ångbåtsbrygga och kan nås med Drottningholmsbåten från Stadshuskajen.